# Lyonia tinensis
Lyonia tinensis är en ljungväxtart som beskrevs av Ignatz Urban. Lyonia tinensis ingår i släktet Lyonia och familjen ljungväxter. Inga underarter finns listade i Catalogue of Life.